# Symplocos neei
Symplocos neei är en tvåhjärtbladig växtart som beskrevs av B. Ståhl. Symplocos neei ingår i släktet Symplocos och familjen Symplocaceae. Inga underarter finns listade i Catalogue of Life.